# Strada statale 653 della Valle del Sinni
La strada statale 653 della Valle del Sinni (SS 653) oppure Statale Sinnica, è una strada statale italiana che costeggia, per tutto il suo corso, il fiume Sinni. Taglia orizzontalmente la Basilicata collegando l'A2 Salerno-Reggio Calabria, nei pressi dello svincolo di Lauria (svincolo di Lauria Nord), alla strada statale 106 Jonica, nei pressi dello svincolo di Policoro (svincolo di Policoro Sud-Zona Artigianale). La lunghezza totale è di 81,555 km.

## Storia
Realizzata dalla Cassa del Mezzogiorno, con il decreto del Ministro dei lavori pubblici 459 del 3 agosto 1988 venne classificata come strada statale con i seguenti capisaldi di itinerario: "Innesto strada statale n. 19 a Pecorone - svincolo con la autostrada Salerno-Reggio Calabria presso lo svincolo di Lauria nord - svincolo di Valsinni - innesto strada statale n. 106 a Guardiamarina di Policoro" per un'estensione di 80 km.
In seguito ai lavori di ammodernamento dell'autostrada, col decreto del Presidente del Consiglio dei Ministri dell'8 luglio 2010, il suo percorso è stato rivisto eliminando il tratto iniziale fino al precedente svincolo di Lauria Nord, che è stato quindi declassificato.
L'attuale km 0,0 coincide con l'attuale svincolo di Lauria nord della A2 del Mediterraneo, che, con il rifacimento dello svincolo, ha visto variare il chilometraggio iniziale di 45 m rispetto al tracciato originale.

## Tracciato
| della Valle del Sinni  |                                                                                  |       |           |
| Tipo                   | Indicazione                                                                      | km    | Provincia |
|                        | Salerno-Reggio Calabria del Mediterraneo svincolo Lauria nord                    | 0,0   | PZ        |
|                        | Galleria Cavallo (172 m )                                                        | 1,1   | PZ        |
|                        | Galleria Salomone (80 m )                                                        | 2,2   | PZ        |
|                        | Galleria Traiella (94 m)                                                         | 2,8   | PZ        |
|                        | Strada provinciale ex Strada statale 104 Sapri Jonio Castelsaraceno Cogliandrino | 3,3   | PZ        |
|                        | Sant'Alfonso                                                                     | 5,6   | PZ        |
|                        | SeluciCastello di Seluci                                                         | 7,3   | PZ        |
|                        | Galleria Iannazzo (119 m )                                                       | 10,0  | PZ        |
|                        | Galleria Calda (162 m )                                                          | 10,4  | PZ        |
|                        | Latronico                                                                        | 11,0  | PZ        |
|                        | Galleria Labadia (250 m )                                                        | 11,7  | PZ        |
|                        | Viadotto Tinivieri I (240 m)                                                     | 12,7  | PZ        |
|                        | Galleria Ischia del Ponte (70 m)                                                 | 14,7  | PZ        |
|                        | Viadotto Ponte Fiumicello (275 m)                                                | 15,2  | PZ        |
|                        | Contrada CornaletaAgromonte MileoZona P.ip. Località Mulini                      | 15,6  | PZ        |
|                        | di Pietrapica                                                                    | 18,0  | PZ        |
|                        | Fiume Sinni (300 m)                                                              | 18,1  | PZ        |
|                        | Agromonte Magnano                                                                | 18,5  | PZ        |
|                        | Viadotto Ponte Demanio (630 m)                                                   | 19,7  | PZ        |
|                        | Galleria Piano Colella (90 m)                                                    | 20,9  | PZ        |
|                        | di Pietrapica                                                                    | 21,1  | PZ        |
|                        | Episcopia                                                                        | 21,3  | PZ        |
|                        | Viadotto Ponte Episcopia (780 m)                                                 | 21,4  | PZ        |
|                        | Viadotto Ponte Mulinello II (70 m)                                               | 22,5  | PZ        |
|                        | di Pietrapica                                                                    | 22,6  | PZ        |
|                        | Viadotto Cucone (110 m)                                                          | 22,9  | PZ        |
|                        | Viadotto Massa (110 m)                                                           | 23,7  | PZ        |
|                        | Viadotto Ponte Manca di Sotto (210 m)                                            | 24,0  | PZ        |
|                        | San Severino Lucano Valle Frida                                                  | 29,7  | PZ        |
|                        | Viadotto Torrente Frida (130 m)                                                  | 30,2  | PZ        |
|                        | Francavilla in Sinni - Chiaromonte Ospedale di Chiaromonte                       | 32,3  | PZ        |
|                        | Viadotto Ponte San Nicola (70 m)                                                 | 33,0  | PZ        |
|                        | Viadotto Zizolo (70 m)                                                           | 33,9  | PZ        |
|                        | Viadotto Ponte Cicurelle (70 m)                                                  | 35,2  | PZ        |
|                        | Viadotto Ponte Rubbio (590 m)                                                    | 36,3  | PZ        |
|                        | Cascine Crocco                                                                   | 38,4  | PZ        |
|                        | Viadotto Fosso Tuzio (90 m)                                                      | 40,7  | PZ        |
|                        | Noepoli Val Sarmento Sarmentana-SinnicaArena Sinni                               | 40,9  | PZ        |
|                        | Viadotto Ponte Sinni (340 m)                                                     | 41,65 | PZ        |
|                        | Viadotto Ponte Serrapotamo (230 m)                                               | 42,6  | PZ        |
|                        | dell'Appennino meridionale                                                       | 43,0  | PZ        |
|                        | Senise Centro                                                                    | 43,1  | PZ        |
|                        | Stazione di Servizio                                                             | 43,7  | PZ        |
|                        | Senise Nord Zona Industriale (in costruzione)                                    | 44,1  | PZ        |
|                        | Viadotto Vallone Cucco (245 m)                                                   | 44,7  | PZ        |
|                        | Ponte Manganella (375 m)                                                         | 45,7  | PZ        |
|                        | Sant'Arcangelo dell'Appennino Meridionale di Fondo Valle d'Agri                  | 46,2  | PZ        |
|                        | Ponte Diga di Monte Cotugno                                                      | 48,2  | PZ        |
| Invaso di Montecotugno |                                                                                  | 48,2  | PZ        |
|                        | Serra della Pietra (755 m)                                                       | 49,8  | PZ        |
|                        | Fortunato (115 m)                                                                | 50,8  | PZ        |
|                        | Viadotto S. Antuono (882 m)                                                      | 50,9  | PZ        |
|                        | Diga di Monte Cotugno                                                            | 51,9  | PZ        |
|                        | Viadotto Ponte Sinni III (270 m)                                                 | 52,15 | PZ        |
|                        | Viadotto Ponte Sinni IV (312 m)                                                  | 52,8  | PZ        |
|                        | Val Sarmento Sarmentana-Sinnica Parco nazionale del Pollino                      | 56,9  | MT        |
|                        | Viadotto Sarmento (225 m)                                                        | 57,3  | MT        |
|                        | Dell'Ischia II (75 m)                                                            | 58,9  | MT        |
|                        | Viadotto Ponte Sinni XI (536 m)                                                  | 59,05 | MT        |
|                        | Valsinni (210 m)                                                                 | 59,6  | MT        |
|                        | Zona artigianale Valsinni                                                        | 59,9  | MT        |
|                        | Timpa del Ponte (385 m)                                                          | 60,1  | MT        |
|                        | Valsinni                                                                         | 60,9  | MT        |
|                        | Viadotto Sinni (776 m)                                                           | 61,3  | MT        |
|                        | Colobraro Zona industriale                                                       | 62,8  | MT        |
|                        | Stazione di Servizio                                                             | 64,5  | MT        |
|                        | Viadotto la Torre (251 m)                                                        | 64,7  | MT        |
|                        | Tursi                                                                            | 66,8  | MT        |
|                        | Viadotto Masone (610 m)                                                          | 69,6  | MT        |
|                        | Viadotto La Cocuzzola (2360 m)                                                   | 71,45 | MT        |
|                        | Viadotto Rotondella (32 m)                                                       | 75,6  | MT        |
|                        | Rotondella - Panevino Nova Siri                                                  | 75,8  | MT        |
|                        | Jonica                                                                           | 81,6  | MT        |